# 弗兰克·肖特
弗兰克·查尔斯·肖特（英語：Frank Charles Shorter，1947年10月31日—），美国前男子马拉松运动员。他曾获得1972年夏季奥运会马拉松比赛金牌和1976年夏季奥运会马拉松比赛银牌。